# لیبرویل
لیبرویل (به فرانسوی: Libreville) به معنای شهر آزاد، پایتخت کشور گابن است.

## جغرافیا
جمعیت این شهر در یکم ژانویه ۲۰۰۵ برابر با ۵۷۸۱۵۶ بود. شهر لیبرویل یک شهر بندری بر روی رودخانه گابن در نزدیکی خلیج گینه است و به عنوان مرکز یک منطقه تولید الوار به‌شمار می‌آید.

## تاریخچه
مدتها پیش از چیرگی فرانسویان بر این ناحیه در سال ۱۸۳۹، قبیله‌ای به نام مپونگوه در آنجا زندگی می‌کرد.
در سال ۱۸۴۳ شهری با نام گابُن به عنوان یک ایستگاه تجاری در این مکان بنیاد شد.
بردگان آزادشده از کشتی للیزیا (L'Elizia) را به این شهر می‌فرستاندند و به این خاطر لیبرویل یعنی «آزادشهر» نام گرفت. این شهر از سال ۱۹۳۴ تا ۱۹۴۶ بندر اصلی آفریقای استوایی فرانسه بود.